# Доставить по назначению
«Доставить по назначению» (англ. The Package) — политический триллер 1989 года, снятый режиссёром Эндрю Дэвисом с Джином Хэкменом, Джоанной Кэсседи и Томми Ли Джонсом в главных ролях. Снятый во времена потепления советско-американских отношений после холодной войны, фильм описывает заговор с целью убийства как американских, так и советских лидеров. США и СССР готовятся подписать договор о разоружении, чтобы полностью уничтожить ядерное оружие, но элиты вооружённых сил каждой из стран категорически против такого плана и полны решимости остановить его любой ценой.

## Сюжет
Джонни Галлахер, старший сержант спецназа в армии США, (актёр Джин Хэкмен) получает поручение сопровождать заключённого, дезертира из армии по имени Томас Бойетт (Томми Ли Джонс) из Западного Берлина обратно в Соединённые Штаты. Когда Бойетт совершает побег, Галлахер преследует его и обнаруживает, что Бойетт на самом деле является профессиональным убийцей, нанятым для убийства лидера Советского Союза (явно напоминающего Михаила Горбачёва) после встречи в Чикаго с президентом США. К Галлахеру присоединяются его бывшая жена Эйлин (Джоанна Кэссиди), подполковник в Генеральном корпусе судейской адвокатуры армии США и чикагская полиция в лице лейтенанта Милана Делича (Деннис Франц). Позднее сержанта Галлахера задерживают на военной базе. Позже, когда один из сотрудников его бывшей жены был убит в страхе за её безопасность, сержант убегает и спасает её, в то время как другие люди пытаются убить её. Сержант и его бывшая жена узнают, что что-то происходит в Чикаго. Они едут в город, и сержант Галлахер просит полицейского, которого он знает, помочь ему. Сержант Галлахер узнаёт, что переговоры по разоружению будут проводиться в Чикаго.

## В ролях
- Джин Хэкмен — старший сержант армии США Джонни Галлахер
- Джоанна Кэссиди — подполковник армии США Эйлин Галлахер
- Томми Ли Джонс — Томас Бойетт
- Джон Херд — полковник Глен Уитакер
- Деннис Франц — лейтенант полиции Чикаго Милан Делич
- Пэм Гриер — лейтенант Рут Батлер
- Рени Сантони — лейтенант полиции Чикаго
- Кевин Кроули — Уолтер Хенке
- Рон Дин — Карл Ричардс
- Айк Паппас — камео
- Карлос Санс — полевой солдат
- Коди Гленн — полевой солдат
- Гарри Ленникс — полевой солдат
- Челси Росс — генерал Хопкинса
- Натан Дэвис — советский пресс-секретарь
- Анатолий Давыдов — советский полковник
- Вильям Музыка — советский генерал
- Гэри Беркович — советский генерал
- Марко Сент-Джон — Март
- Борис Лескин — министр иностранных дел СССР
- Тина Глущенко — подруга Хенке
- Оксана Федунишин — секретарь Эйлин
- Леон Самойлович — советский агент
- Дмитрий Полынцев — советский переводчик
- Лана Беркович — советский переводчик
- Джон Д’Aмико — советский генеральный секретарь
- Рей Аллен — президент США

## Производство
Несмотря на то, что история происходит в Германии, Вашингтоне, округ Колумбия, Арлингтоне, Вирджинии и Чикаго, фильм был снят целиком в Чикаго и на Мемориале советских военных в Тиргартене, в Берлине.

## Критика
«Доставить по назначению» имеет рейтинг 65 %, основанный на 17 отзывах на сайте RottenTomatos. Роджер Эберт наградил фильм 3 звездами из 4, назвав его «умнее большинства триллеров».

## Домашнее видео
Фильм был впервые выпущен на VHS компанией Orion Home Video в 1989 году. Он был переиздан MGM Home Entertainment в 1999 году в рамках серии MGM Movie Time. Фильм был выпущен на DVD 18 января 2000 года.